# 932 км
932 км — населённый пункт (тип: железнодорожная казарма) в Кировской области. Входит в состав муниципального образования «Город Киров». Административно подчиняется Ленинскому району города Киров.

## География
Расположен в центральной части области, в пределах Русской равнины, на Верхнекамской возвышенности, у железнодорожной линии Котельнич-Киров и реки Шиям, примыкает к западной окраины деревни Сарбаи, на расстоянии примерно 25 км по прямой на юго-запад от железнодорожного вокзала Киров-Котласский.

### Климат
Территория городского округа Киров относится к континентальному климату умеренного пояса, с преобладанием воздушных масс континентального климата умеренных широт. Из-за близости к Северному Ледовитому океану и отсутствия барьеров для проникновения полярных воздушных масс возможны вторжения холодного воздуха, порождающие сильные морозы зимой и заморозки, резкие похолодания — летом. Из-за большого количества промышленных предприятий и жилых строений температура в городе в среднем на 1—3 С° выше окрестностей.

## История
Населённый пункт появился при строительстве железной дороги. В селении жили семьи тех, кто обслуживал железнодорожную инфраструктуру.
Известна с 1939 года как будка и дом на 1210 км.

## Население
| 2010 |
| ---- |
| 0    |

в 1950 (1210 км) проживало 24 жителя, в 1989 7.
Постоянное население составляло 2 человека (русские 100 %) в 2002 году, 0 в 2010.

## Инфраструктура
Ныне имеет дачный характер.
Путевое хозяйство. Действует железнодорожная платформа 932 км.

## Транспорт
Автомобильный и железнодорожный транспорт.